# Siegestor
De Siegestor (Nederlands: Poort der Overwinning) is een triomfboog in de Beierse hoofdstad München en werd gebouwd tussen 1843 en 1850, door de architect Friedrich von Gärtner in opdracht van mecenas koning Lodewijk I van Beieren, de toenmalige Koning van het Koninkrijk Beieren. Onder het bewind van koning Lodewijk I verrezen veel monumenten in de hoofdstad, voorbeelden hiervan zijn de Feldherrnhalle en het museum Glypothek. De Poort vormt de tegenhanger van de Feldherrnhalle waarbij de leider van het Beierse leger wordt geëerd die tijdens de Napoleontische oorlogen tegen het Franse leger streed en als oorlogsmonument voor het Beierse leger . Deze triomfboog eert de gewone soldaat die tijdens die oorlog gestreden hebben en herdacht worden. Beide monumenten staan aan het begin en het einde van de Ludwigstraße. Inspiratie voor de triomfboog was de Boog van Constantijn in Rome. Het monument is gebouw in neoclassicistische stijl. De triomfboog wordt bekroond door een Quadriga bereden door Bavaria, het Beierse zinnebeeld, dat allegorisch staat voor het toenmalige Koninkrijk Beieren. Het beeld vormt de grens tussen de Münchener stadsdelen Maxvorstadt en Schwabing-Freimann. De triomfboog is 21 meter hoog, 24 meter breed en 12 meter diep.
De Siegestor is sinds 1945 vooral een oorlogsmonument  om te gedenken, net als bijvoorbeeld de Kaiser-Wilhelm-Gedächtniskirche in Berlijn of de Egidiuskerk in Hannover. De triomfboog raakte ernstig beschadigd tijdens het bombardement op de stad, tijdens de Tweede Wereldoorlog. In 1958 is een nieuwe tekst aangebracht door Wilhelm Hausenstein aan de achterzijde van de triomfboog. De tekst luidt als volgt: Dem Sieg geweiht, vom Krieg zerstört, zum Frieden mahnend (Opgedragen aan de overwinning, in de oorlog vernietigd, aangespoord tot vrede). Aan de voorzijde staat op het fronton de tekst Dem Bayerischen Heere (Het Beierse leger). Verder beschikt de triomfboog over zes medaillons, oorspronkelijk waren het er acht. De medaillons zijn allegorieën op de toenmalige bestuurlijke regio's van het koninkrijk.